# 絶対★妹原理主義!!
『絶対★妹原理主義!!』（ぜったい いもうとげんりしゅぎ）は、2010年10月29日に脳内彼女（のうないかのじょ）より発売された18禁のパソコンゲーム（アダルトゲーム）ソフトである。同ブランドの作品として絶対★妹至上主義!!があるが、直接な物語上の繋がりはない。

## 概要
脳内彼女第6弾の作品。前作「嘘デレ!」から約1年ぶりの新作であり、シスターまじっく!以来1年半ぶりの妹系ゲームとなる。

## ストーリー
代々古武術の道場を営む建部(たけべ)家。両親は既に他界し、主人公である長男の拓馬、長女の瑞、次女の綺、三女の奏、四女の茜音の5人で決して楽な暮らしではないながらも楽しく暮らしていた。
ところがある日、修行と称して瑞が家を飛び出してしまう。数ヶ月後、道場破りがやって来るが、それは瑞であった。道場を潰してメイド喫茶にするという瑞と道場を守ろうとする主人公が勝負をするものの、実力に優れる瑞に敗れてしまう。
しかし、どうしても道場を潰すことに同意しない拓馬に、瑞は一計を案じ……。

## 登場人物
建部 拓馬(たけべ たくま)
声:なし
本作の主人公。建部家の長男であり、建部流の当主でもある。両親が亡くなって以降、4人の妹を守ろうと一生懸命になっているが、行きすぎて周囲からはシスコンと見られてしまうことも。学校に通いながら朝は新聞配達のアルバイトをし、家族の朝食を作るなど一家の大黒柱として活躍している。武術の腕も当主に相応のもので、時折落ち目の建部流を狙って訪れる道場破りを易々と倒してしまうほど。兄として妹たちを見守る気持ちが強く、妹たちの成長を頑として認めようとしない一面があり、それが今回の事態を招くことになった。性格も真面目一辺倒であるが、妹には強く出られず結局流されてしまうこともあり、快感には抗えないマゾヒスティックな一面も見せる。
建部 瑞(たけべ みずき)
声:篠原ゆみ
建部家の長女。拓馬のことは「兄さん」と呼ぶ。(昔は「お兄ちゃん」)武術の腕は拓馬や父親を超えるほど優れており、特に相手の行動を先読みすることに長けている。実力がモノを言う建部流ではあるが、指導力などに難があるとして当主にはなっていない。これまで武術にのみ打ち込んできたが、そのことを疑問に感じる気持ちと、拓馬に妹ではなく1人の女の子として見てもらいたい気持ちから修行と偽りメイド喫茶へ働きに出て、さらには道場を潰してメイド喫茶にしようと道場破りを申込むことになる。メイド喫茶では「まりん」と名乗る。
建部 綺(たけべ あや)
声:小倉結衣
建部家の次女。拓馬のことは「お兄ちゃん」と呼ぶ。姉妹の中では一番温和で家庭的な性格で、料理の腕も拓馬に追いつき追い越すレベル。家族の中では主婦ならぬ「主妹」を名乗り、母親役を務めるしっかり者であるが、反面怒りに火がつくと誰よりも怖いため、誰もがその言葉に従ってしまう。拓馬を想う気持ちも一番強いが、その想いが暴走してしまい悲劇を巻き起こすことも。巨乳で、こちらも姉妹の中で一番。
建部 奏(たけべ かなで)
声:渋谷ひめ
建部家の三女。拓馬のことは「兄貴」と呼ぶ。直情径行タイプで自分の思うままに行動してしまうため、拓馬には厳しく躾られてきた。そのため常に仕返しをしようとするも、ことごとく返り討ちに遭っている。拓馬や姉たちには子供扱いされており、それも不満の種である。一方で拓馬たちを慕う気持ちも強く、兄弟仲は悪くないが、四女の茜音とは折り合いが悪く、ことあるごとに口論になっている。ルートによってはメイド喫茶でアルバイトをし、「マロン」と名乗る。
建部 茜音(たけべ あかね)
声:金田まひる
建部家の四女。拓馬のことは「お兄様」と呼ぶ。養子であり、他の4人とは血がつながっていない。父親同士が武道家で仲が良く、その縁で身寄りのなかった茜音が引き取られた経緯がある。これまで家族に関する不幸が多かったため、中二病の要素が強く、この世の全てに対して冷淡な素振りを見せることも。詩を作るのが趣味で、それを載せるブログはそのジャンルではトップクラスの人気。拓馬のことを内心では見下しているが、瑞と綺のことは尊敬している。上記のとおり、奏とは犬猿の仲。
永峰ゆかな(ながみね ゆかな)
声:奥川久美子
拓馬の幼馴染み。父親の教育方針で建部流の道場に通っていたため武術は得意で、その男らしさから異性よりも同性に人気がある。拓馬とは幼馴染みとしての時期が長く、周囲からは恋人のように見られることがあっても、実際には微妙な関係のまま続いている。拓馬だけではなく妹たちとも仲がよく、姉のように慕われている。実家は新聞販売店で、拓馬とともにアルバイトをしている。

## 制作スタッフ
- 原画:あおぎりぺんた
- シナリオ:西田一・生田あわる・芳井一
- 主題歌
  - 主題歌1:「ラジカル★キッス・イノベーション!!」
    - 歌:藤原鞠菜 作詞・作曲:磯村カイ(TONAKAI sound works)

  - 主題歌2:「トリコ」
    - 歌:みひぃ 作詞:斬戯 作曲:えりあC